# Jonathan Huberdeau
Jonathan Huberdeau (Saint-Jérôme, Quebec, 4 de junio de 1993), apodado Huby o Hubbie-Doobie-Doo, es un jugador profesional canadiense de hockey sobre hielo que se desempeña en la posición de centro en Calgary Flames, equipo de la National Hockey League (NHL).

## Carrera
Fue seleccionado en la primera ronda en la NHL Entry Draft de 2011. En 2012 hizo su debut profesional con el equipo Florida Panthers, en el cual jugó diez temporadas (2012-2022), después pasó a Calgary Flames, donde lleva jugando dos temporadas.